# پرئوبراژنسکویه (شهرستان شارانسکی، باشقیرستان)
پرئوبراژنسکویه (انگلیسی: Preobrazhenskoye, Sharansky District, Republic of Bashkortostan) یک شهرک در شهرستان شارانسکی استان باشقیرستان کشور روسیه است.